# Cyclommatus maitlandi
Cyclommatus maitlandi es una especie de coleóptero de la familia Lucanidae.

## Distribución geográfica
Habita en Nias (Indonesia).